# 张百春 (少将)
张百春（1916年—1978年），河南新县人，中国人民解放军将领、中国人民解放军少将。
毕业于抗日军政大学。1968年，接替漆远渥，担任北京军区空军政治委员。1973年，由赵兰田接任。1955年，授中国人民解放军少将军衔。